# 隆中街道
隆中街道，是中华人民共和国湖北省襄阳市襄城区下辖的一个乡镇级行政单位。

## 行政区划
隆中街道下辖以下地区：
隆中社区、千山社区、贾洲村和花木店村。